# 菩提道燈論
《菩提道燈論》（藏文： Byang chub lam gyi sgron ma），又譯菩提道炬論，佛教論著，由阿底峽大師以梵文寫成，被轉譯為藏文。這部論著被認為是他的代表作品，在藏傳佛教中有著重要地位，啟發了一系列著作，根據此論體裁而寫成的作品，被統稱為道次第。

## 歷史
為了糾正當時藏傳佛教對於佛教法義的錯誤理解，阿里王絳曲沃向阿底峽提出當時常見的七個疑惑，阿底峽逐項分析，以頌偈體寫成此論著，共六十八頌。按學者研究指出，這七個疑惑分別是︰
1. 如何得入於正法？
2. 如何可獲解脫？
3. 方便與慧，隨以一支成不成佛？
4. 菩薩律儀所依，需不需別解脫戒？
5. 未得金剛阿闍黎灌頂，可講說密乘經否？
6. 梵行者可否受「密」、「智」灌頂？
7. 未得灌頂，可否行密咒行？

後來，為了向對於此論有疑惑的人更進一步的解釋根本頌的意旨，阿底峽撰寫了《菩提道燈難處釋》。

## 版本
原為梵文本，先被傳譯為藏文本。
漢譯本根據藏文本而譯。有法尊法師譯《菩提道燈論》。

## 內容
分為三大主題，分別為菩提資糧，發菩提心，與三士道。